# Parakan (Samarang)
Parakan is een bestuurslaag in het regentschap Garut van de provincie West-Java, Indonesië. Parakan telt 5098 inwoners (volkstelling 2010).